# Albert Spear Hitchcock
Pour les articles homonymes, voir Hitchcock (homonymie).
Ne doit pas être confondu avec Albert Speer.

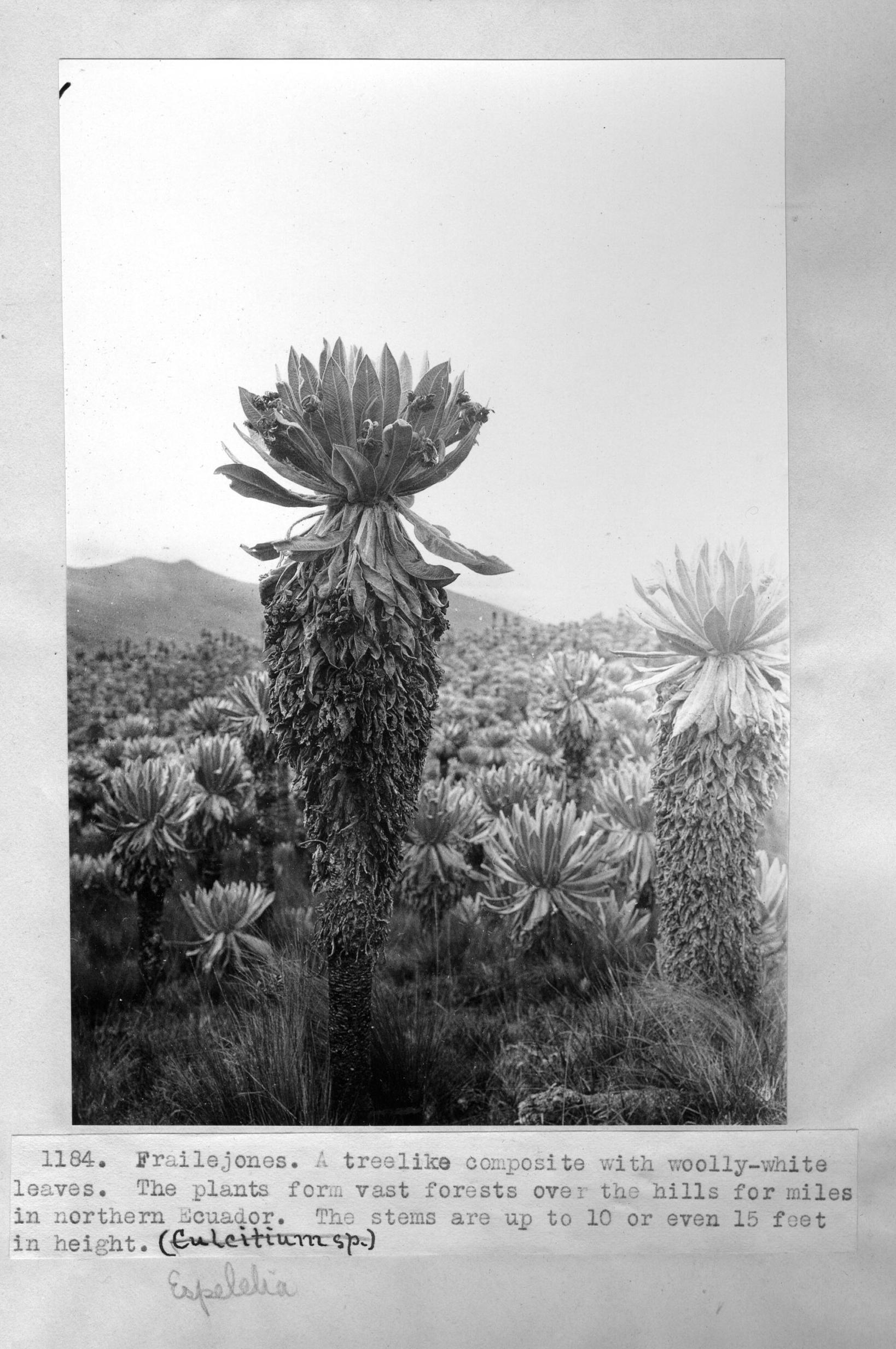
Un frailejones en Équateur photographié par Hitchcock, ca. 1923-1924.

Albert Spear Hitchcock, né le 4 septembre 1865 et mort le 16 décembre 1935, est un botaniste et un agronome systématicien américain spécialisé dans les graminées.

## Biographie

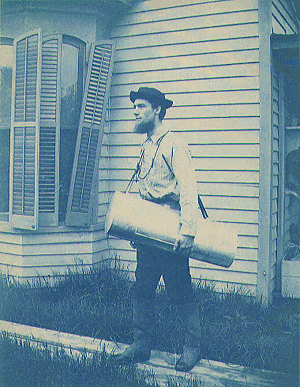
Albert Spear Hitchcock en 1888.

Né à Owosso dans le Michigan, il a grandi en Alaska. Il est devenu directeur du Département de l'Agriculture des États-Unis de 1928 jusqu'à sa mort. Il a publié plus de 250 travaux au cours de sa vie.
Il est co-descripteur de Axonopus leptostachyus, Amphicarpum muehlenbergianum, Zea perennis par exemple.

## Publications
- (en) A. S. Hitchcock, Manual of the Grasses of the United States Volume 1, 1950
- (en) A. S. Hitchcock et Agnes Chase, Manual of the Grasses of the United States, 1950
- (en) A. S. Hitchcock, « Manual of the Grasses of the West Indies », United States national herbarium, vol. 18, part. 17,‎ 1917
- (en) A. S. Hitchcock, North American species of Leptochloa, United States. Dept. of Agriculture. Bureau of Plant Industry. Bulletin, 1903
- (en) A. S. Hitchcock, Contributions from the Untied States National Herbarium Volume 21: Flora of the District of Columbia nd Vicinity, 1919
- (en) A. S. Hitchcock, Grasses of British Guiana, Contributions from the United States National Herbarium
- (en) A. S. Hitchcock, A manual of farm grasses, 1921
- (en) A. S. Hitchcock, The North American species of Stipa: Synopsis of the South American species of Stipa, Smithsonian Institution. United States National Museum. Contributions from the United States National Herbarium, 1925
- Chase, M. A. 1922. First Book of Grasses: The Structure of Grasses Explained for Beginners. New York: Macmillan. Later edition in the Hunt Botanical Library collection.
- Chase, M. A. 1929. The North American Species of Paspalum. Washington, D.C.: Government Printing Office. [Contrib. U.S. Natl. Herb. 28 (1).]
- Chase, M. A., and C. D. Niles, comps. 1962. Index to Grass Species. 3 vols. Boston: G. K. Hall. In Hunt Botanical Library collection.
- Hitchcock, A. S. 1905. North American Species of Agrostis. Washington, D.C.: Government Printing Office. [U.S.D.A. Bur. Pl. Industr. Bull. 68.]
- Hitchcock, A. S. 1914. A Text-Book of Grasses with Special Reference to the Economic Species of the United States. New York: Macmillan.
- Hitchcock, A. S. 1920. The Genera of Grasses of the United States: With Special Reference to the Economic Species. Washington, D.C.: U.S. Department of Agriculture. [U.S.D.A. Bull. (1915–23) 772.]
- Hitchcock, A. S. 1925. Methods of Descriptive Systematic Botany. New York: Wiley. In Hunt Botanical Library collection.
- Hitchcock, A. S. 1935. Manual of the Grasses of the United States. Washington, D.C.: Government *Printing Office. [U.S.D.A. Misc. Publ. 200.]In Hunt Botanical Library collection.
- Hitchcock, A. S. 1936. Manual of the Grasses of the West Indies. Washington, D.C.: Government Printing Office. [U.S.D.A. Misc. Publ. 243.] In Hunt Botanical Library collection.
- Hitchcock, A. S. 1950. Manual of the Grasses of the United States, 2nd ed. (Revised by A. Chase.) Washington, D.C.: Government Printing Office. [U.S.D.A. Misc. Publ. 200.] In Hunt Botanical Library collection.
- Hitchcock, A. S., and A. Chase. 1910. The North American Species of Panicum. Washington, D.C.: Government Printing Office. [Contrib. U.S. Natl. Herb. 15.]